# Archiwum Zabużańskie
Archiwum Zabużańskie – potoczna nazwa zbioru akt stanu cywilnego uratowanych z terenów Rzeczypospolitej Polskiej przyłączonych do ZSRR po 1944 roku. Akta te przechowywane są w Urzędzie Stanu Cywilnego Warszawa - Śródmieście, a po upływie 100 lat od wytworzenia przejmuje je stopniowo Archiwum Główne Akt Dawnych.